# Head-up Display

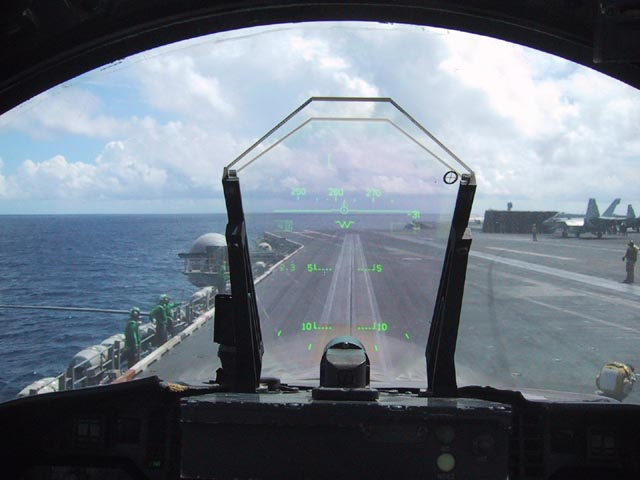
Head-up display la un avion militar

Head-up Display (HUD) este un tip de afișaj pe un ecran transparent al unui set de date, fără a necesita ca utilizatorul să schimbe direcția de privire uzuală. 
În afară de sistemele HUD fixe, există și afișaje care se mișcă cu orientarea capului utilizatorului, montate pe cap (Head-mounted Display -  HMD) sau montate pe cască (Helmet-mounted Display) de asemenea abreviat HMD.
HMD-urile sunt capabile să utilizeze senzori pentru șase grade de libertate, permițând utilizatorului să-și miște capul în mod liber. Acest lucru permite sistemului să alinieze informațiile virtuale la lumea fizică și să se adapteze în funcție de mișcările capului utilizatorului.

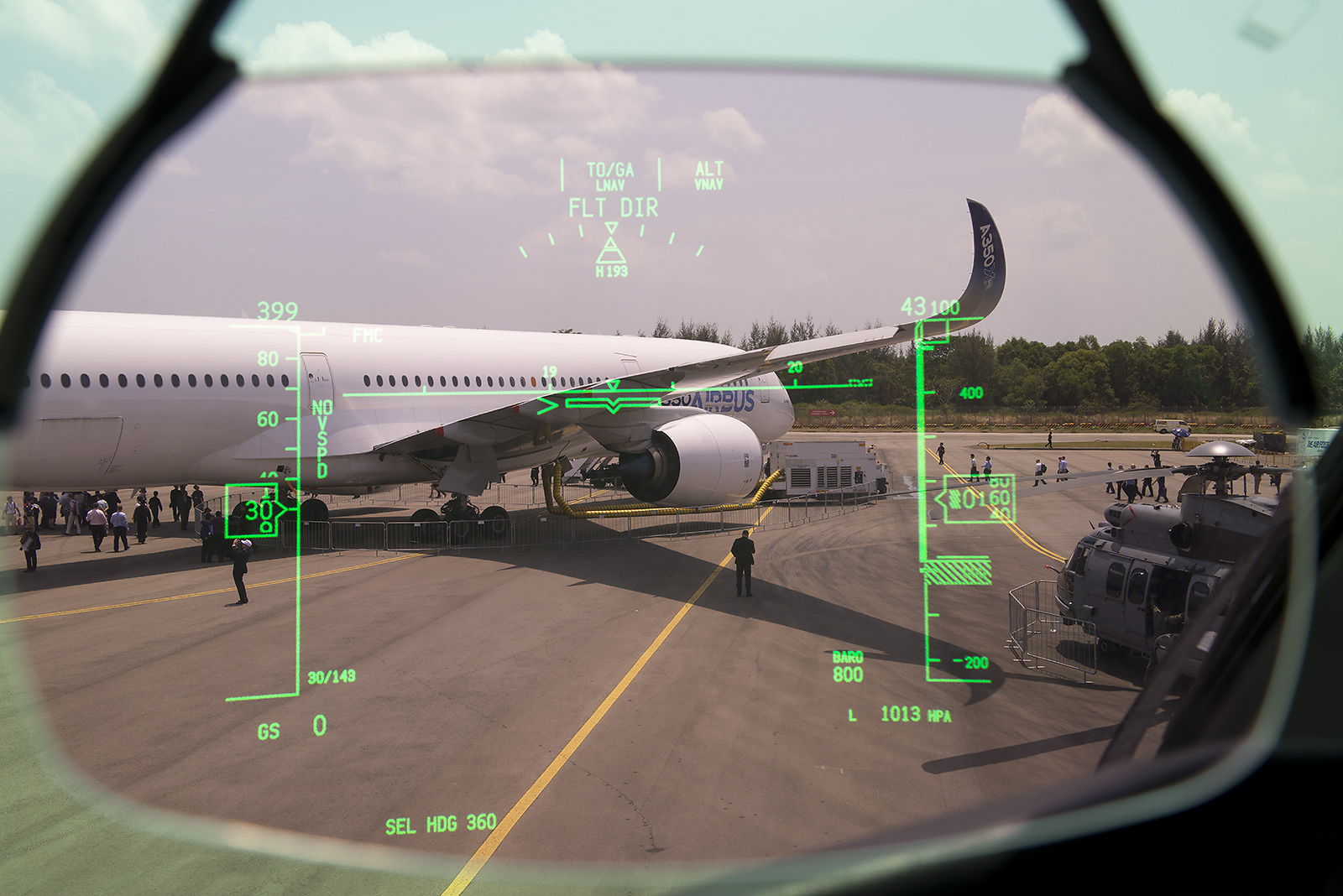
Head-up display la un avion Boeing 787

Această tehnologie dezvoltată inițial exclusiv pentru aviația militară (avioane și elicoptere), este utilizată și în aviația civilă, industria auto, divertisment. În prezent, funcția Head-up Display a devenit foarte răspândită și este pe cale să devină una uzuală.

## Funcționare
Afișajul constă în general într-o unitate de imagine, un modul optic și un ecran de proiecție.

Unitatea de imagistică creează imaginea. Modulul optic cu colimator și deflector direcționează imaginea pe suprafața de proiecție. Această suprafață este un disc reflectorizant, translucid. Utilizatorul proiectorului vede astfel informațiile oglindite ale unității de imagine și, în același timp, lumea reală din spatele ecranului. Pe timp de noapte, informațiile pot fi proiectate și prin infraroșu.

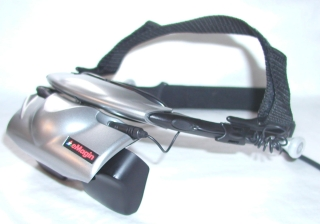
Head-mounted display binocular

Imaginea virtuală generată poate fi proiectată astfel încât să poată fi detectată cu un ochi (monocular) sau cu ambii ochi (binocular). HUD-urile binoculare au un domeniu de vizibilitate mai mare decât cele monoculare. Imaginea virtuală este proiectată întotdeauna la infinit în aeronave, dar în autovehicule la 2-3 m în față, astfel încât șoferul nu este distras în curbe.
În tehnologia aviatică au fost folosite mici tuburi de imagine speciale, care au produs imaginea corespunzătoare. Tuburile de imagine generează o luminozitate foarte ridicată, astfel încât nu este necesară o sursă suplimentară de lumină. Tuburile cu imagini utilizează două tehnici de vizualizare diferite: afișaj oscilografic (vector) de mare viteză sau afișaj de televiziune (liniar).
În prezent se folosesc LED-uri ca surse de lumină. Luminozitatea imaginii este controlată de un senzor foto în funcție de lumina ambientală. Imaginea este generată de un ecran color TFT (Thin-film transistor) cu rezoluție înaltă 

## Utilizări
Dispozitivele HUD au fost testate pentru un număr mare utilizări, cum ar fi:

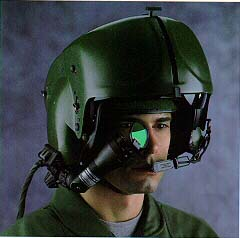
Helmet-mounted Display

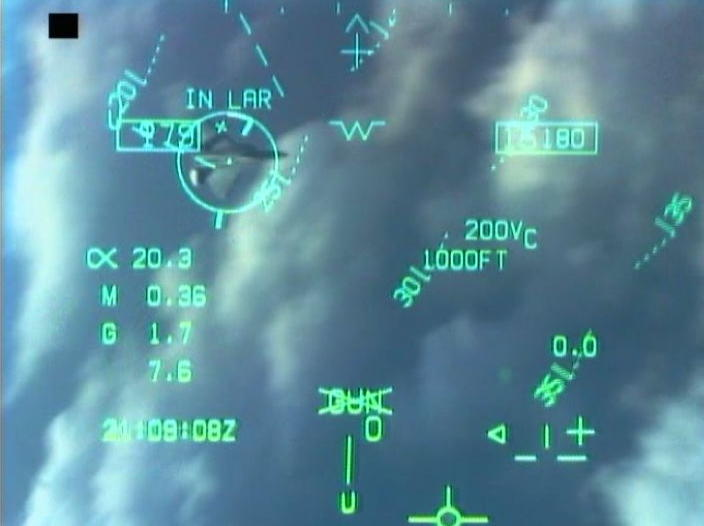
FA-18 HUD în timp ce este angajat într-un simulacru de luptă cu câinii

- FA-18 HUD în timp ce este angajat într-un simulacru de luptă cu câiniiAviație: Pe lângă informațiile tipice pe care HUD-urile aeronavelor le afișează (viteza aerului, altitudinea, linia de orizont, deplasarea, indicatori de viraj și glisadă), aplicațiile militare includ date despre sistemul de arme și sistemul de ochire, unghi de atac, computer de țintire, HMD (Helmet-mounted Display) care se utilizează simultan cu HUD.[3]

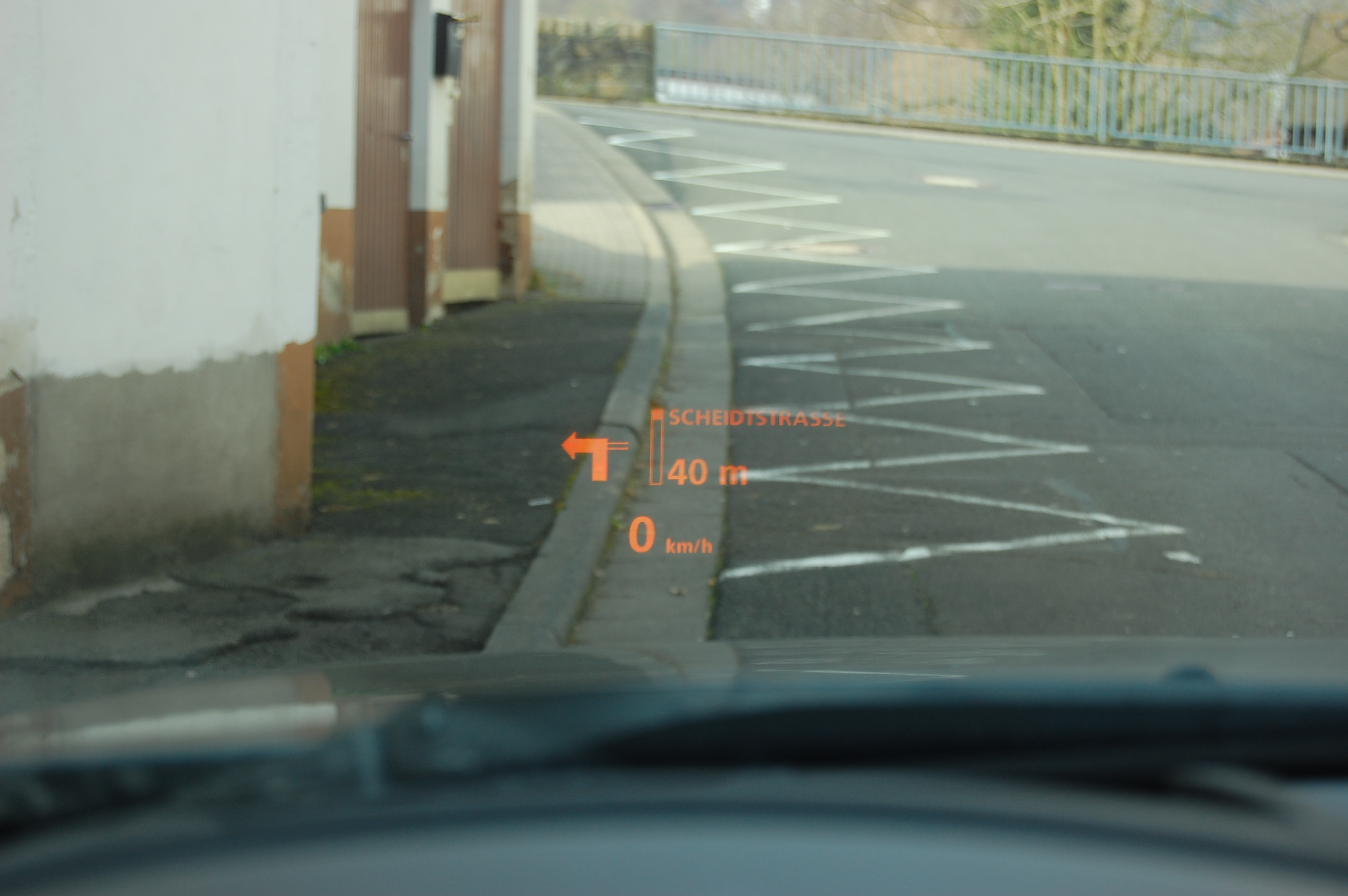
HUD, BMW E60

- HUD, BMW E60Auto: Primul producător auto care a introdus tehnologia HUD pe vehiculele sale a fost BMW. Producătorii oferă fie dispozitive independente care sunt fixate pe bord, fie diverse accesorii pentru telefoane mobile. Dispozitivul oferă informații de bază pentru șoferi, proiectând o imagine pe suprafața interioară a parbrizului. Spre exemplu, distanța până la următorul viraj, direcția, timpul estimativ până la destinație, viteza, banda de rulare, avertizări de trafic atunci când sunt disponibile și camere radar. În plus, funcționează în combinație cu funcția vocală de navigare.

- Medicină: În chirurgie HUD (HMD) poate reprezenta o imagine de ansamblu îmbunătățită a operației, arătând rezultatele plăcilor cu raze X prin suprapunerea acestora pe imaginea reală a pacientului și permițând observarea de structuri în mod normal invizibile.

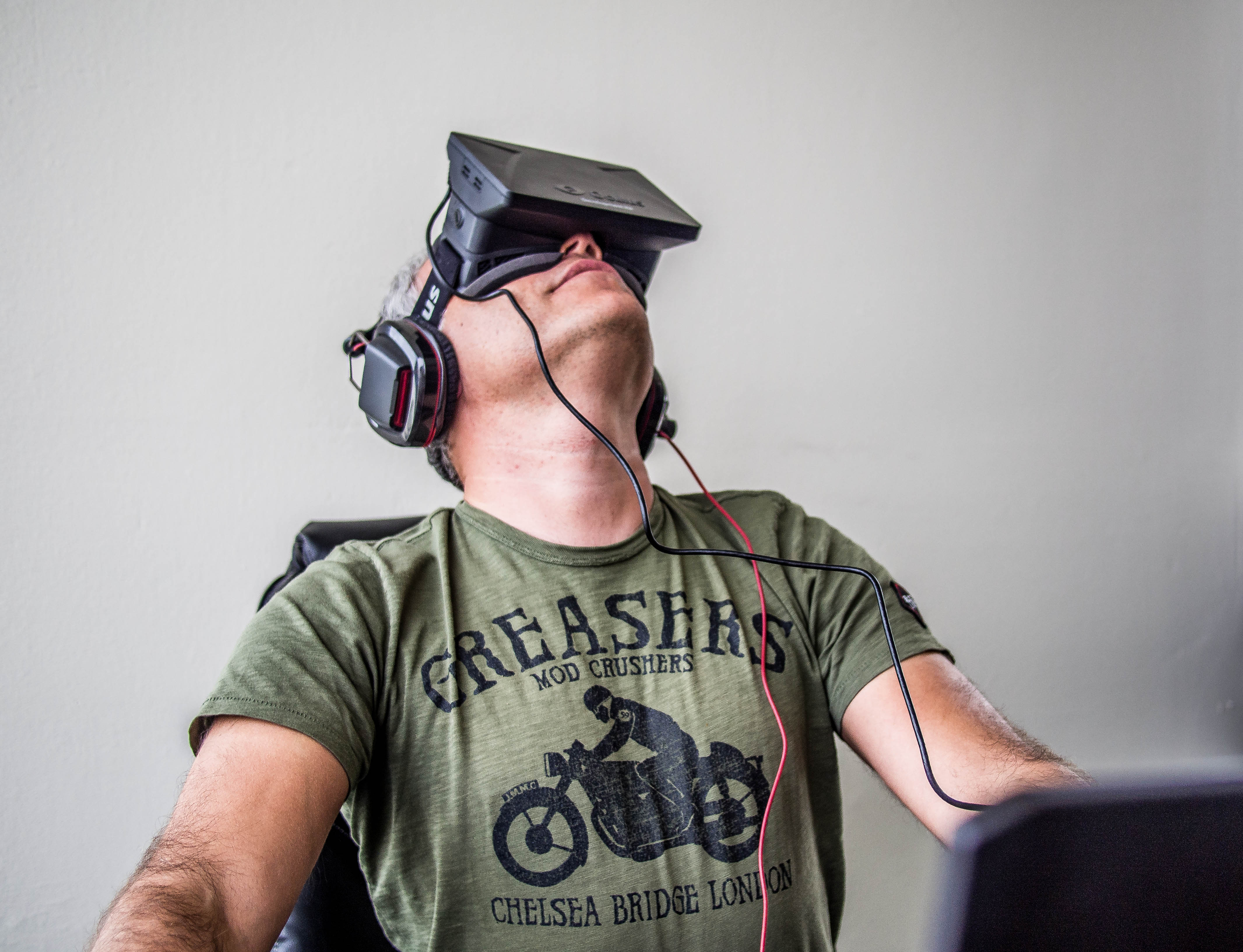
Oculus Rift Head-mounted Display

- Divertisment: Afișarea unor funcții suplimentare pentru a facilita utilizarea intuitivă a realității augmentate în jocuri video, programe grafice, proiecții video cu subtitrare.

- Ubuntu, o distribuție Linux, de la versiunea 12.04 LTS (Precise Pangolin), are o funcționalitatea HUD în cadrul mediului desktop Unity, a cărui utilitate este similară cu cea a afișajelor Head-up Display.